# Oecobius juangarcia
Espèce
Oecobius juangarcia est une espèce d'araignées aranéomorphes de la famille des Oecobiidae.

## Distribution
Cette espèce est endémique d'Oaxaca au Mexique,.

## Description
La femelle holotype mesure 2,56 mm et le mâle paratype 2,01 mm.

## Étymologie
Son nom d'espèce lui a été donné en référence au lieu de sa découverte, Juan Garcia.

## Publication originale
- Shear, 1970 : The spider family Oecobiidae in North America, Mexico, and the West Indies. Bulletin of the Museum of Comparative Zoology, vol. 140, no 4, p. 129-164 (texte intégral).